# Замаркова
Замаркова (словен. Zamarkova) — поселення в общині Ленарт, Подравський регіон‎, Словенія.